# Michael Asher
Michael Asher, detto Mike (Los Angeles, 15 luglio 1943 – Los Angeles, 14 ottobre 2012), è stato un artista statunitense.
È conosciuto dalla fine degli anni sessanta per le sue installazioni site specific negli spazi espositivi che fu una ricerca critica verso le istituzioni artistiche. Piuttosto che utilizzare degli oggetti nuovi Asher altera gli ambienti esistenti, eliminando o spostando parti strutturali come le pareti o le facciate.

## Professore
Micheal Asher è stato per molti anni professore presso il California Institute of the Arts. Il suo corso "post-studio art" consisteva in una critica di gruppo intensiva, che si concentrava su una sola opera per otto o più ore.

## Mostre
Le opere di Asher sono state esposte negli Stati Uniti come nel resto del mondo in importanti istituzioni per l'arte contemporanea. Michael Asher ha partecipato alla Documenta 5 a Kassel nel 1972 nella sezione Individuelle Mythologien: Prozesse e anche alla Documenta 7 nel 1982. Ha esposto alla Biennale di Venezia del 1976 e quattro volte alla Skulptur Projekte d Münster 1977, 1987, 1997 e 2007.
Ha avuto mostre personali al Centre Pompidou di Parigi (1991), e al Los Angeles County Museum of Art (2003), all'Art Institute of Chicago (2005) e al Santa Monica Museum of Art (2008). Alla Kunstverein Hamburg a Amburgo, alla Renaissance Society a Chicago, al Museum of Modern Art a New York, al Van Abbemuseum a Eindhoven, al Banff Centre in Canada, al Krefeld Kunstmuseum in Germania.

## Pubblicazioni
- Michael Asher : [Ausstellung], Kunsthalle Bern / [hrsg. von Ulrich Loock] ; Kunsthalle Bern (1995)
- Michael Asher: The Renaissance Society, University of Chicago, January 21-March 4, 1990 ; Renaissance Society at the University of Chicago (1991).
- Writings, 1973-1983, on Works 1969-1979, écrit avec l'historien de l'art Benjamin Buchloh, The Press of the Nova Scotia College of Art and Design (1983).
- Exhibitions in Europa 1972-1977 ; Van Abbemuseum (1980). (ASIN B0007AYDW4)